# Closterocerus leucopus
Closterocerus leucopus är en stekelart som beskrevs av William Harris Ashmead 1894. Closterocerus leucopus ingår i släktet Closterocerus och familjen finglanssteklar. Inga underarter finns listade i Catalogue of Life.